# Budačka Rijeka
Budačka Rijeka – wieś w Chorwacji, w żupanii karlowackiej, w gminie Krnjak. W 2011 roku liczyła 245 mieszkańców.